# Menaka (Mali)
Plantilla:Infotaula geografia
Menaka és una comuna rural i ciutat del cercle de Menaka, a la zona de Gao, al nord de Mali, actualment al territori reivindicat com a Estat Independent de l'Azawad. Hi ha la seu del govern local i és la ciutat més gran del cercle, així com una de quatre comunes rurals. Menaka és al bell mig del desert del Sàhara, al costat del uadi Ezgeuret, a l'antiga vall del riu sec de la conca de Iullemmeden.
El cercle de Menaka és una àrea rural, aïllada i quasi deserta, encreuada per uadis estacionals. Aquesta zona enclou la zona rocosa dels turons d'Ader Douchi, dins dels quals es troba la població de Menaka. El seu punt més alt, la muntanya Abourak, és entre dunes, a uns 150 quilòmetres al nord.
La major part de la població és gent nòmada tuareg, així com altres ètnies minoritàries nòmades, com els wodaabe, un tipus de fulbe, i songhais sedentaris. Aquesta àrea és un centre tradicional de la confederació tuareg Kel Dinnik, així com la més menuda Iwellemeden Kel Kummer, i la ciutat d'Anderamboukane, prop de la frontera amb Níger, és un centre històric de les comunitats transhumants.☃☃ Anderamboukane és a 100 quilòmetres cap al sud de la principal carretera, que porta, passant per Menaka, fins a Ansongo, a 210 km cap a l'oest i sobre el riu Níger, i a 95 km més al nord fins a la capital Gao.

## Transports
La ciutat té un aeroport.

## Segrests al 2009
El 25 de novembre, un francés anomenat Pierre Camatte fou segrestat en un hotel de la ciutat de Menaka. El gener de 2010, una declaració emesa per Al-Qaeda del Magrib Islàmic donà un ultimàtum de 20 dies per intercanviar quatre membres d'Al-Qaeda per Pierre Camatte.

## Esclavitud
Algunes organitzacions de Mali i internacionals assenyalaren Menaka, al 2008, com una de diverses poblacions de la regió de Gao on persistien relacions d'esclavitud informal entre les castes nobles dels pastors tuaregs i milers de tuaregs sedentaris bellah de casta baixa.